# Divizia B 1937-1938
Divizia B 1937–1938 a fost al patrulea sezon al celui de-al doilea nivel al sistemului de ligi ale fotbalului românesc.
Formatul a fost menținut, dar de această dată ambele serii au avut 12 echipe, în loc de 13. De asemenea, s-a decis să se reducă Divizia A la o singură serie de 12 echipe, astfel încât doar câștigătorii seriilor Diviziei B au promovat.

## Schimbări de echipe
| Promovate din Divizia C - Tricolor Baia Mare - Telefon Club București - UD Reșița - SG Sibiu - Hatmanul Luca Arbore Rădăuți - Gloria CFR Galați - Prahova Ploiești Retrogradate din Divizia A | Retrogradate în Divizia C - Divizia C se desființează în 1938, echipele retrogradate din Divizia B, au urmat să evolueze în campionatele districtuale (actualele campionate județene). Promovate în Divizia A - Sportul Studențesc - Phoenix Baia Mare - CFR Brașov - Jiul Petroșani - Dacia Unirea IG Brăila - Vulturii Textila Lugoj - Dragoș Vodă Cernăuți - Olimpia CFR Satu Mare |

### Echipe descalificate
- IAR Brașov

## Localizarea echipelor
- Seria I - punct rosu, Seria II - punct albastru.

## Clasamentele ligii

### Seria I
| Loc | Echipa                       | MJ | V  | E | Î  | GM | GP | DG  | Pct | Promovare              |
| --- | ---------------------------- | -- | -- | - | -- | -- | -- | --- | --- | ---------------------- |
| 1   | Tricolor Ploiești (C, P)     | 22 | 17 | 2 | 3  | 77 | 12 | +65 | 36  | Promovare în Divizia A |
| 2   | Victoria Constanța           | 22 | 15 | 4 | 3  | 69 | 20 | +49 | 34  |                        |
| 3   | Franco-Româna Brăila         | 22 | 14 | 1 | 7  | 64 | 45 | +19 | 29  |                        |
| 4   | Telefon Club București       | 22 | 13 | 3 | 6  | 72 | 34 | +38 | 29  |                        |
| 5   | Craiovan Craiova             | 22 | 12 | 4 | 6  | 41 | 31 | +10 | 28  |                        |
| 6   | Gloria CFR Galați            | 22 | 11 | 4 | 7  | 44 | 30 | +14 | 26  |                        |
| 7   | Dacia VA Galați              | 22 | 7  | 3 | 12 | 26 | 47 | −21 | 17  |                        |
| 8   | Textila Moldova Iași         | 22 | 6  | 5 | 11 | 29 | 53 | −24 | 17  |                        |
| 9   | Maccabi București            | 22 | 6  | 2 | 14 | 33 | 57 | −24 | 14  |                        |
| 10  | Sporting Chișinău            | 22 | 4  | 3 | 15 | 28 | 54 | −26 | 11  |                        |
| 11  | Hatmanul Luca Arbore Radăuți | 22 | 5  | 1 | 16 | 27 | 74 | −47 | 11  |                        |
| 12  | Jahn Cernăuți                | 22 | 4  | 2 | 16 | 24 | 77 | −53 | 10  |                        |

### Seria a II-a
| Loc | Echipa                 | MJ | V  | E | Î  | GM | GP | DG  | Pct | Promovare              |
| --- | ---------------------- | -- | -- | - | -- | -- | -- | --- | --- | ---------------------- |
| 1   | UD Reșița (C, P)       | 22 | 17 | 2 | 3  | 76 | 21 | +55 | 36  | Promovare în Divizia A |
| 2   | CAM Timișoara          | 22 | 17 | 2 | 3  | 81 | 27 | +54 | 36  |                        |
| 3   | Mureșul Târgu Mureș    | 22 | 14 | 3 | 5  | 62 | 36 | +26 | 31  |                        |
| 4   | Tricolor Baia Mare     | 22 | 12 | 4 | 6  | 59 | 38 | +21 | 28  |                        |
| 5   | Stăruința Oradea       | 22 | 12 | 3 | 7  | 46 | 46 | 0   | 27  |                        |
| 6   | Rovine Grivița Craiova | 22 | 11 | 1 | 10 | 44 | 47 | −3  | 23  |                        |
| 7   | Prahova Ploiești       | 22 | 10 | 1 | 11 | 44 | 39 | +5  | 21  |                        |
| 8   | CFR Simeria            | 22 | 9  | 2 | 11 | 32 | 37 | −5  | 20  |                        |
| 9   | Victoria Carei         | 22 | 7  | 2 | 13 | 23 | 43 | −20 | 16  |                        |
| 10  | Unirea MV Alba Iulia   | 22 | 6  | 0 | 16 | 22 | 74 | −52 | 12  |                        |
| 11  | Șoimii Sibiu           | 22 | 1  | 2 | 19 | 16 | 58 | −42 | 4   |                        |
| 12  | SG Sibiu               | 22 | 0  | 0 | 22 | 7  | 76 | −69 | 0   |                        |